# 自尊——命运的瞬间
《自尊——命运的瞬间》（Puraido: Unmei no Shunkan）是由伊藤俊也執導的1998年日本歷史片。這部電影取材於1946至1948年的远东国际军事法庭，描繪了日本首相东条英机（津川雅彥飾）保衛日本和亞洲免受西方殖民主義的侵害未果而最終被美國絞死的故事。《自尊》拍攝成本為15億日圓，部分資金由右翼商人提供，是1998年票房最高的日本電影之一，並獲得兩項日本電影學院獎提名。儘管電影製作人打算通過這部電影開啟關於日本歷史的對話，但出於對歷史否定主義的擔憂，這部電影在中國、韓國和日本引起了爭議。

## 剧情
1941年，日本首相东条英机下令偷袭美國，將美國拖入第二次世界大戰。四年後，日本投降，战胜国美國及其同盟國開始審判東條英機和日本政府的其他成員犯下的戰爭罪。
远东国际军事法庭於1946年開庭，指控28人犯有甲級戰爭罪。他們將由約瑟夫·B·基南起訴，並在澳大利亞法官威廉·韦伯爵士等國際法官面前受審。所有28人均不認罪，东条英机指責美國人虛偽，因為他們并未因廣島和長崎的原子彈爆炸而受审。
由於是勝者主持審判，東條英機和他的同案犯無法得到公正的審判，部分控方證人作了偽證。判決最終於1948年11月12日作出：東條英機和他的六名同案被告將因其在戰爭中的角色而被絞死。绞刑於1948年12月23日執行。

## 演员
- 津川雅彥 饰 东条英机
- 史考特·威爾森（英语：Scott Wilson (actor)） 饰 約瑟夫·B·基南
- 羅尼·考克斯（英语：Ronny Cox） 饰 威廉·韦伯
- 奥田瑛二  饰 清瀨一郎
- 帕德里克·狄克遜 饰 班·布魯斯·布萊克尼（英语：Ben Bruce Blakeney）
- 安德魯·哈里斯 饰 布魯埃特
- 大鶴義丹 饰 立花泰男
- 戶田菜穗 饰 新谷明子
- 前田吟 饰 赤松貞雄
- 前田亞季 饰 東條君枝
- 相田翔子 饰 東條光枝
- 朱門水穗 饰 古賀满喜枝
- 村田雄浩 饰 伊藤清
- 遠藤修 饰 板垣征四郎
- 溝田繁 饰 梅津美治郎
- 五十嵐義弘 饰 大岛浩
- 山村弘三 饰 冈敬纯
- 有島淳平 饰 賀屋興宣
- 加治春雄 饰 木村兵太郎
- 木村進 饰 小矶国昭
- 森下鐵朗 饰 嶋田繁太郎
- 山本弘 饰 白鸟敏夫
- 寺下貞信 饰 铃木贞一
- 間健 饰 东乡茂德
- 德田興人 饰 土肥原贤二
- 田村英男 饰 永野修身
- 千葉保 饰 桥本欣五郎
- 小池榮 饰 畑俊六
- 宮城幸生 饰 平沼騏一郎
- 名川貞郎 饰 廣田弘毅
- 有川正治 饰 星野直树
- 小峰隆司 饰 松井石根
- 早川純一 饰 松冈洋右
- 加勢功 饰 南次郎
- 歌澤寅右衛門 饰 木戶幸一
- 飯沼慧 饰 荒木貞夫
- 島木讓二 饰 田中隆吉
- 石桥莲司 饰 大川周明
- 石田太郎 饰 武藤章
- 睦五朗 饰 佐藤贤了
- 金士傑 饰 溥仪
- 寺田農 饰 重光葵
- 石田良子 饰 東條勝子
- 亞努潘·卡爾 饰 苏巴斯·钱德拉·鲍斯
- 蘇雷什·歐貝羅伊（英语：Suresh Oberoi） 饰 拉达宾诺德·巴尔法官